# Hindsight (serie televisiva)
Hindsight è una serie televisiva statunitense trasmessa nel 2015.
Anche se inizialmente era stato annunciato un rinnovo per una seconda stagione, il 28 agosto 2015 VH1 ritornò sui suoi passi optando per la cancellazione.

## Trama
La sera prima del suo secondo matrimonio con Andy Kelly,
amico di infanzia, Becca Brady, in preda ai dubbi, telefona all'unica persona
che vorrebbe al suo fianco: Lolly Lavigne, sua amica del cuore con cui però non
parla da anni. Dopo essere svenuta in ascensore, Becca si sveglia nel suo
letto. Tutto le appare normale, vedendo che i preparativi per il matrimonio
sono in corso. Presto però si accorge che sono molte le cose ad essere diverse,
a partire dallo sposo che è Sean Reeves, suo primo marito, per arrivare
all'anno: è il 1995. Becca capisce quindi che le è stata data una seconda
possibilità e che è tornata indietro nel tempo per modificare il suo passato.

## Personaggi e interpreti
- Becca Brady, interpretata da Laura Ramsey.
- Lolly Lavigne, interpretata da Sarah Goldberg.
- Sean Reeves, interpretato da Craig Horner.
- Andy Kelly, interpretato da Nick Clifford.
- Jamie Brady, interpretato da John Patrick Amedori.
- Melanie Morelli, interpretata da Jessy Hodges.
- Paige Hill, interpretata da Drew Sidora.
- Georgie Brady, interpretata da Donna Murphy.

### Personaggi ricorrenti
- Sebastian Wexler, interpretato da Adam Herschman.
- Xavier, interpretato da Collins Pennie.
- Noelle, interpretata da Alexandra Chando.
- Kevin, interpretato da Steve Talley.
- Stanton, interpretato da Joshua Mikel.
- Lincoln Brady, interpretato da Brian Kerwin.
- Lois, interpretata da Lauren Boyd.
- Phoebe, interpretata da Liz Holtan.
- Victoria, interpretata da Briana Venskus.
- Chester, interpretato da Charlie Bodin.

## Episodi
| Stagione       | Episodi | Prima TV USA | Prima TV Italia |
| -------------- | ------- | ------------ | --------------- |
| Prima stagione | 10      | 2015         | inedita         |